# Vad veta väl männen
Vad veta väl männen är en svensk film från 1933.

## Handling
Bokhandlaren Hjalmar har varit på auktion och får skjuts tillbaka till staden av handelsresanden Gösta Bergman. Gösta träffar Hjalmars dotter Margit och de har en kort kärleksaffär. Snart visar det sig att Margit blivit med barn, men vid det laget har Gösta rest därifrån för länge sedan.

## Om filmen
Premiärvising på ett antal orter 26 december 1933. Filmens förlaga var en tysk film och den har även visats i SVT.

## Rollista (i urval)
- Anders de Wahl - bokhandlare Hjalmar Björklund
- Birgit Tengroth - hans dotter Margit
- Tore Svennberg - farbror Björn
- Hilda Borgström - tant Hedvig
- Håkan Westergren - Gösta Bergman, handelsresande
- Margit Manstad - Annie Kron
- Harry Roeck-Hansen - postnotarie Fritz Hellberg
- Marianne Löfgren - Gertrud Blomkvist
- Nils Wahlbom - Blomkvist, Gertruds far
- Constance Gibson - fru Blomkvist, Gertruds mor
- Gull Natorp - fröken Holm
- Wiktor "Kulörten" Andersson - tivoliutropare (ej krediterad)[4]